# جوليا بيرد
جوليا بيرد (بالإنجليزية: Julia Baird)‏ هي موسيقية ومغنية وكاتِبة بريطانية، ولدت في 5 مارس 1947 في ليفربول في المملكة المتحدة.

## وصلات خارجية
- جوليا بيرد على موقع IMDb (الإنجليزية)